# Ferrari 456
A 456 é um automóvel grand tourer da Ferrari. Equipado com motor V12, teve duas versões bases: a primeira, produzida até 1997, denominada apenas 456 e uma segunda versão, denominada 456M (a da foto), produzida de 1998 a 2003, onde sofreu pequenas alterações mecânicas e principalmente estéticas, perdendo inclusive as características entradas de ar do capô frontal. Uma outra característica, única deste modelo, foi o lançamento da versão GTA, equipado com câmbio automático.